# Svend Kornbeck
Svend Kornbeck (3. juli 1869 i København – 30. oktober 1933 i Helsingør) var en dansk skuespiller.
Han var ansat i forskellige københavnsk og provinsteatre; Dagmarteatret, Det ny Teater, Odense Teater. I 1913 debuterede han som filmskuespiller og medvirkede derefter i omkring 30 film, alle på nær en for Nordisk Film. Han fik gerne roller der passede til hans store ydre, som manden med jernnæven, smeden, bokseren, etc.
Svend Kornbeck døde den 30. oktober 1933 og ligger begravet på Helsingør Kirkegård i en nu nedlagt grav.

## Filmografi
- Under Mindernes Træ (1913)
- Atlantis (som kaptajn; instruktør August Blom, 1913)
- Under Blinkfyrets Straaler (som godsejer von Schynæs; instruktør Robert Dinesen, 1913)
- Under Mindernes Træ (instruktør Holger-Madsen, 1913)
- Den hvide Dame (instruktør Holger-Madsen, 1913)
- Hvem var Forbryderen?  (instruktør August Blom, 1913)
- Staalkongens Villie (som Gimbson, værkfører; instruktør Holger-Madsen, 1913)
- Arbejdet adler (instruktør Robert Dinesen, 1914)
- Eventyrersken (som Johan Holck; instruktør August Blom, 1914)
- Gar el Hama III (som Tom Handie, lods; instruktør Robert Dinesen, 1914)
- Evangeliemandens Liv (som Charley med jernnæven; instruktør Holger-Madsen, 1915)
- Revolutionsbryllup (som Jean Lasque; instruktør August Blom, 1915)
- Godsforvalteren (instruktør Hjalmar Davidsen, 1915)
- Kvinden, han mødte (som Grev Dørner til Dørnersdorf; instruktør Hjalmar Davidsen, 1915)
- En Skæbne (som Arthur Reynold, købmand; instruktør Robert Dinesen, 1915)
- Held i Uheld (som Donner, direktør; instruktør Lau Lauritzen Sr., 1915)
- Midnatssolen (som kommandør Grube; instruktør Robert Dinesen, 1916)
- Kærlighedslængsel (som Hans von Prehn, godsejer; instruktør August Blom, 1916)
- Børnevennerne (som grev von Jahn; instruktør Holger-Madsen, 1916)
- Den hvide Djævel (som Jaques Collin, aka Den hvide djævel; instruktør Holger-Madsen, 1916)
- Den omstridte Jord (som Johnson, handelsmand; instruktør Holger-Madsen, 1916)
- Himmelskibet (som David Dane, amerikaner; instruktør Holger-Madsen, 1918)
- Folkets Ven (som Waldo Kamp, smed; instruktør Holger-Madsen, 1918)
- Skæbnesvangre Vildfarelser (som Leo Spontini, direktør; instruktør Fritz Magnussen, 1918)
- Lykkeper (som Røde Jack, bokser; instruktør Fritz Magnussen, 1920)
- Kærlighedsvalsen (som Marcel, digter; instruktør A.W. Sandberg, 1920)
- Den flyvende Hollænder, I-IV (som Pater Mathias; Emanuel Gregers, 1920)
- Vor fælles Ven (som Roger Riderhood, flodfisker; instruktør A.W. Sandberg, 1921)
- Grænsefolket (som Lorens Lorensen, smed; instruktør Eduard Schnedler-Sørensen, 1927, svensk)